# Aiptek
L'AIPTEK (acronimo di Advanced Intelligent Personal Technologies, tecnologie personali intelligenti avanzate) è un'azienda che produce apparecchi digitali. La compagnia fu fondata nel 1997 ed iniziò producendo una linea di tavolette grafiche, usate per trasferire disegni sul computer. AIPTEK ha la sede a Hsinchu (Taiwan).

Oggi AIPTEK produce molte linee di fotocamere digitali, videocamere digitali, tavolette grafiche e diversi altri dispositivi digitali che svolgono molteplici funzioni.

## Fotocamere
AIPTEK è conosciuta per la produzione di diversi tipi di macchina fotografica che possiedono più optional: hanno spesso progettato apparecchi "5-in-uno" o "6-in-uno" o "ibride" che includevano, oltre lo scatto di foto, registrazione video, ascolto di dati audio (MP3), registrazione vocale, lettore memory card, web cam, riproduzione video, ecc.
AIPTEK produce e vende anche fotocamere digitali per livelli professionali, inclusi apparecchi resistenti all'acqua. Questi modelli hanno costi elevati rispetto alle fotocamere classiche, ma la loro resa sembra essere di qualità superiore agli standard.
All'inizio del 2007 AIPTEK realizzò una telecamera digitale capace di registrare a 720p in alta definizione, chiamato "Go-HD". Tale prodotto è stato messo in vendita sul sito di AIPTEK al prezzo di 249,99 $ (circa 150 €), circa 200 $ in meno rispetto al modello equivalente marcato Sanyo. Per questo motivo la Sanyo fu costretta ad un ribasso del prezzo per favorire la competitività con il modello di AIPTEK.